# Kaitou Kiramekiman
Time Bokan 2000: Kaitou Kiramekiman (яп. タイムボカン2000 怪盗きらめきマン Тайму Бокан 2000 Кайто Кирамэкиман) — японский аниме-сериал, выпущенный студией Tatsunoko Productions, впервые транслировался по телеканалу TV Tokyo с 5 апреля по 27 сентября 2000 году. Всего выпущено 26 серий аниме. Это самая последняя и восьмая часть франшизы Time Bokan, которая вышла на телеэкраны через 17 лет после сериала Itadakiman, учитывая, что все семь предыдущих сериалов выходили фактически непрерывно в подряд с 1975 по 1983 год.

## Сюжет
В недалёком будущем мир потрясает команда воров — Кирамэкиман, которые всегда отправляют предупреждение, перед тем как украсть что-то. За ними пристально ведут охоту три детектива, (трио злодеев) которые никогда не могут поймать их. На самом деле мотивы у воров благородные, так как они стремятся украсть те объекты, которые угрожают существованию миру в будущем.

## Роли озвучивали
- Томоко Каваками — Рип
- Кёсукэ Окано — Пуфф
- Эцуко Кодзакура — Кирамээру
- Минору Яда — Профессор Риккидо
- Норико Охара — Рюудзю
- Дзёдзи Янами — Хиээру
- Кадзуя Татэкабэ — Ондоорэ
- Дзюмпэй Такигути — Мистер Догурин
- Син Аомори — Эадэ Колон
- Миса Ватанабэ — Маскарра